# Goydera somaliense
Goydera somaliense är en oleanderväxtart som beskrevs av S. Liede. Goydera somaliense ingår i släktet Goydera och familjen oleanderväxter. Inga underarter finns listade i Catalogue of Life.